# Jean-Michel Couve
Jean-Michel Couve, né le 3 janvier 1940 au Muy (Var), est un cardiologue et homme politique français. Membre du Rassemblement pour la République (RPR), puis de l'Union pour un mouvement populaire (UMP), devenue Les Républicains (LR), il est maire de Saint-Tropez à deux reprises, de 1983 à 1989 et de 1993 à 2008, ainsi que député du Var de 1986 à 2017, élu à la proportionnelle départementale jusqu'en 1988, puis dans la 4e circonscription.
En février 2011, il est nommé, par Jean-François Copé, secrétaire national de l'UMP chargé de l'hôtellerie, de la restauration et des centres de loisirs. Il soutient la candidature de François Fillon à la présidence de l'UMP lors du congrès d'automne 2012.

## Origines familiales
Jean-Michel Couve, fils d'un médecin généraliste, naît dans le Var durant la Seconde Guerre mondiale. Il aura été marqué dès son plus jeune âge par les événements dramatiques de cette période. En effet, sa mère, polonaise de confession juive, est la seule membre d'une famille de Varsovie à échapper aux nazis. Il passera, avec celle-ci et sa sœur, un an et demi en fuite dans le centre de la France, à la suite d'une dénonciation à la Gestapo et à la milice française.
D'une fratrie de trois enfants, il a une sœur aînée et un frère cadet.

## Études et carrières professionnelles
Pensionnaire, durant sept ans, au lycée Carnot de Cannes où il passe son baccalauréat, Jean-Michel Couve poursuit sa formation à la faculté de médecine de Marseille où il obtient son diplôme d'études spécialisées en cardiologie en 1970.
Installé à Saint-Tropez dès 1971 pour y exercer son métier, il devient praticien hospitalier et dirige un service de médecine générale à orientation cardio-vasculaire. Plus tard, président du conseil d'administration du centre hospitalier de Saint-Tropez, il est l'un des principaux artisans de la fermeture de cet établissement vétuste ainsi que de la clinique chirurgicale privée au bénéfice d'un pôle de santé sur la base d'un partenariat public-privé. Président du Syndicat des médecins du Golfe et membre du Conseil de l'Ordre des médecins.

## Carrière politique

### Mandats municipaux
Conseiller municipal de Saint-Tropez de 1977 à 1983 sous la municipalité de Bernard Blua, il est élu maire pour la première fois à cette même date. Battu avec 295 voix d'avance aux élections municipales de 1989, il est à nouveau conseiller municipal de l'opposition pendant la mandature d'Alain Spada de 1989 à 1993. Après la dissolution du conseil municipal de Saint-Tropez prononcée par le conseil des ministres en avril 1993, il est réélu lors de l'élection partielle du 2 mai 1993. Reconduit en 1995 et 2001 il ne se représente pas en 2008.
Il se représente aux élections municipales en mars 2014 pour reconquérir la mairie de Saint-Tropez. Au second tour, il obtient 29,16 %.

### Mandats législatifs
Élu pour la première fois en 1986 député au scrutin proportionnel en tant que tête de liste RPR pour le Var, il est réélu sans discontinuer en 1993, 1997, 2002, 2007 et 2012 à l'Assemblée nationale. 
À la suite du projet de réforme de la politique nationale du tourisme qu'il avaait proposée en conclusion des travaux de la commission nationale qu'il préside de septembre 2005 à janvier 2007, il rédige pour le Premier ministre, François Fillon, un rapport de mission parlementaire sur les thèmes de l'organisation territoriale, l'observation économique et les accords bilatéraux de la France dans le domaine du tourisme.
Il soutient Nicolas Sarkozy pour la primaire présidentielle des Républicains de 2016.

### Mandats départementaux
Il devient conseiller général du Var en 1992 et assumera, de 1994 à 2001, la présidence du comité départemental du tourisme et de la commission tourisme du conseil général. Réélu en 1998, il exerce jusqu'en juin 2001 les fonctions de premier vice-président du conseil général.
Au lendemain des élections municipales de mars 2001, Jean-Michel Couve démissionne de son poste de conseiller général.

## Mandats
- 20/03/1977 - 13/03/1983 : Membre du conseil municipal de Saint-Tropez (Var)
- 13/03/1983 - 19/03/1989 : Maire de Saint-Tropez (Var)
- 02/04/1986 - 14/05/1988 : Député du Var (4e circonscription)
- 12/06/1988 - 28/03/1993 : Député du Var (4e circonscription)
- 24/03/1989 - 09/05/1993 : Membre du conseil municipal de Saint-Tropez (Var)
- 29/03/1992 - 22/03/1998 : Conseiller général du Var (canton de Saint-Tropez)
- 28/03/1993 - 21/04/1997 : Député du Var (4e circonscription)
- 10/05/1993 - 18/06/1995 : Maire de Saint-Tropez (Var)
- 18/06/1995 - 18/03/2001 : Maire de Saint-Tropez (Var)
- 01/06/1997 - 16/06/2002 : Député du Var (4e circonscription)
- 23/03/1998 - 13/03/2001 : Conseiller général du Var (canton de Saint-Tropez)
- 01/04/1998 - 13/03/2001 : Premier vice-président du conseil général du Var
- 18/03/2001 - 16/03/2008 : Maire de Saint-Tropez (Var)
- 16/06/2002 - 17/06/2007 : Député du Var (4e circonscription)
- 17/06/2007 - 17/06/2012 : Député du Var (4e circonscription)
- 17/06/2012 - 18/06/2017 : Député du Var (4e circonscription)
- 30/03/2014 - 28/06/2020 : Membre du conseil municipal de Saint-Tropez (Var)